# Écozone paléarctique : plantes à graines par nom scientifique (S)

## Sa
Écozone paléarctique : plantes à graines par nom scientifique (SA)

## Sc

### Sca
- Scabiosa - fam. Dipsacacées
  - Scabiosa atropurpurea - Scabieuse double
  - Scabiosa caucasica - Scabieuse du Caucase
  - Scabiosa columbaria - Scabieuse colombaire
  - Scabiosa graminifolia - Scabieuse à feuilles de graminée
  - Scabiosa lucida - Scabieuse luisante,
  - Scabiosa triandra - Scabieuse à trois étamines

- Scandix - Apiacées
  - Scandix pecten-veneris -  Peigne de Vénus

### Sch
- Schefflera

- Schinus
  - Schinus patagonicus -  Schinus de Patagonie

- Schizachne
  - Schizachne purpurascens -  Schizacné pourpré

- Schizachyrium
  - Schizachyrium scoparium -  Schizachyrium à balais

- Schizanthus
  - Schizanthus pinnatus - Schizanthus
  - Schizanthus grahamii -  Schizanthe de Graham
  - Schizanthus Wisetonensis - Schizanthus

- Schizolobium

- Schoenoplectus
  - Schoenoplectus triqueter - Scirpe à trois angles

### Sci
- Scilla - fam. Hyacinthacées
  - Scilla autumnalis - Scille d'automne
  - Scilla bifolia - Scille à 2 feuilles
  - Scilla italica -  Scille d'Italie
  - Scilla peruviana - Scille du Pérou
  - Scilla sibirica - Scille de Sibérie
- Scirpus - fam. Cypéracées
  - Scirpus acutus -  Scirpe aigu
  - Scirpus albescens -  Scirpe panaché
  - Scirpus americanus -  Scirpe d'Amérique
  - Scirpus atrovirens -  Scirpe noirâtre Scirpus caespitosus
  - Scirpus aucklandicus -  Scirpe d'Auckland
  - Scirpus caducus -  Scirpe caduc
  - Scirpus caespitosus - Scirpe
  - Scirpus cernuus -  Scirpe tuyau
  - Scirpus clintonii -  Scirpe de Clinton
  - Scirpus cubensis - Scirpe
  - Scirpus cypirenus -  Scirpe cyprès ou « Scirpe Souchet »
  - Scirpus eleogiton - Scirpe
    - Scirpus eleogiton fluitans - Scirpe

  - Scirpus fimbrisetus - Scirpe
  - Scirpus fluitans -  Scirpe flottant
  - Scirpus fluviatis -  Scirpe des rivières
  - Scirpus heterochaetus - Scirpe
  - Scirpus holoschoenus -  Scirpe en jonc
  - Scirpus lacustris -  Scirpe lacustre ou « Jonc des Tonneliers »
    - Scirpus lacustris albescens -  Scirpes des grands lacs panaché
    - Scirpus lacustris glaucus -  Scirpe lacustre
    - Scirpus lacustris tabernaemontani -  Scirpe vigoureux

  - Scirpus maritimus -  Scirpe maritime
  - Scirpus mucronatus-  Scirpe mucroné
  - Scirpus multicaulis -  Scirpe multicaule
  - Scirpus palustris -  Scirpe des marais
  - Scirpus pendulus - Scirpe
  - Scirpus pungens - Scirpe
  - Scirpus rubrotinctus -  Scirpe à gaines rouges
  - Scirpus schoenoplectus - Scirpe
  - Scirpus scirpus - Scirpe
  - Scirpus setaceus - Scirpe
  - Scirpus smithii -  Scirpe de Smith
  - Scirpus sylvaticus -  Scirpe des bois
  - Scirpus torreyi -  Scirpe de Torrey
  - Scirpus validus cleber -  Scirpe valide

### Scl
- Sclerolobium

### Sco
- Scolopendrium - fam. Filicinées
  - Scolopendrium vulgare - scolopendrium

- Scolymus - fam. Astéracées
  - Scolymus hispanicus -  Scolyme d'Espagne

- Scorzonera - Composées
  - Scorzonera hispanica - Scorsonère ou « salsifis noir »

### Scr
- Scrophularia - fam. Scrophulariacées
  - Scrophularia aestivalis
  - Scrophularia alpestris
  - Scrophularia arguta
  - Scrophularia auriculata - Scrophulaire à oreillettes
  - Scrophularia bosniaca
  - Scrophularia canina - Scrophulaire des chiens
  - Scrophularia cretacea
  - Scrophularia nodosa - Scrophulaire noueuse

### Scu
- Scutellaria - fam. Lamiacées
  - Scutellaria alpina
  - Scutellaria altissima
  - Scutellaria baicalensis syn. Scutellaria macrantha - Scutellaire du lac Baïkal
  - Scutellaria costaricana (zone néotropicale)
  - Scutellaria epilobiifolia (zone néarctique) - Scutellaire à feuilles d'Épilobe
  - Scutellaria galericulata - Scutellaire à casque ou grande toque ou Scutellaire toque
  - Scutellaria hastifolia - Scutellaire à feuilles hastées
  - Scutellaria incana
  - Scutellaria lateriflora
  - Scutellaria minor
  - Scutellaria parvula
  - Scutellaria tournefortia
  - Scutellaria uliginosa

## Se

### Sec
- Secale - fam. Poacées (céréale)
  - Secale cereale -  Seigle cultivé

### Sed
- Sedum - fam. Crassulacées
  - Sedum acre - Orpin âcre
  - Sedum album - Orpin blanc
  - Sedum caeruleum - Orpin bleuâtre
  - Sedum sieboldii - Sédum de Siebold
  - Sedum spectabile - Sédum remarquable
  - Sedum spurium - Sédum bâtard

### Sel
- Selaginella
  - Selaginella apoda -  Sélaginelle apode
  - Selaginella denticulata -  Sélaginelle denticulée
  - Selaginella rupestris -  Sélaginelle des rochers
  - Selaginella selaginoides  -  Sélaginelle sélaginoïde

- Sellocharis

### Sem
- Sempervivum - fam. Crassulacées
  - Sempervivum arachnoideum - Joubarbe à toile d'araignée ou « Barbajou toile d'araignée », « Artichaut des murailles », « Voile de la mariée »
  - Sempervivum calcareum
  - Sempervivum montanum - Joubarbe des montagnes
  - Sempervivum tectorum - Joubarbe des toits
  - Sempervivum soboliferum

### Sen
- Senecio - fam. Composées
  - Senecio amaniensis - (Tanzanie)
  - Senecio antandroi
  - Senecio articulatus - (Le Cap)
  - Senecio aureus - Séneçon
  - Senecio capensis - « Crassifolia » ou « Sénéçon du Cap » (Le Cap)
  - Senecio citriformis - « Pusillus » (Le Cap, Namibie)
  - Senecio crassissimus - (Madagascar)
  - Senecio decaryi
  - Senecio descoingsii - (Madagascar)
  - Senecio doria - Séneçon
  - Senecio ficoides - (Le Cap)
  - Senecio fuchsii -  Séneçon de Fuchs
  - Senecio fulgens - (Natal)
  - Senecio haworthii - (Le Cap)
  - Senecio herreanus - (Namaqualand)
  - Senecio indecorus - Séneçon
  - Senecio kleinia - (Îles Canaries)
  - Senecio kleiniiformis - « Cuneatus » (Afrique du Sud)
  - Senecio leucophyllus -  Séneçon leucophylle ou « Séneçon à feuilles blanches »
  - Senecio madagascariensis - (Madagascar)
  - Senecio maritima ou Cineraria maritima -  Cinéraire maritime
  - Senecio medley-woodii - (Natal)
  - Senecio paludosus -  Séneçon des marais
  - Senecio pendulus
  - Senecio pseudoarnica  -  Séneçon pseudo-arnica
  - Senecio radicans - (Le Cap)
  - Senecio rowleyanus - (Namibie)
  - Senecio schweinitzianus - Séneçon
  - Senecio sempervivus
    - Senecio sempervivus grantii - (Arabie saoudite, Éthiopie)

  - Senecio spiculosus - (Namibie)
  - Senecio stapeliaeformis - (Le Cap)
  - Senecio stapeliiformis
    - Senecio stapeliiformis minor ou Senecio gregorii - (Kenya)

  - Senecio vulgaris -  Séneçon commun

- Senna

### Ser
- Serapias - fam. Orchidacées
  - Serapias cordigera
  - Serapias lingua
  - Serapias neglecta
  - Serapias parviflora
  - Serapias vomeracea

### Ses
- Sesbania

### Set
- Setaria - fam. Graminées (herbe)
  - Setaria glauca (Sétaire glauque)
  - Setaria italica -  Millet des oiseaux ou « Sétaire italienne »
  - Setaria speciosa - Sétaire
  - Setaria verticillata -  Sétaire verticillée
  - Setaria viridis -  Sétaire verte

## Sh

### She
- Shepherdia
  - Shepherdia canadensis -  Shépherdie du Canada

## Si

### Sib
- Sibbaldia
  - Sibbaldia procumbens - Sibbaldie

### Sid
- Sideritis
  - Sideritis romana - Crapaudine romaine

### Sil
- Silene - fam. Caryophyllacées
  - Silene acaulis - Silène acaule ou « Mousse fleurie »
  - Silene armeria - Silène à bouquets
  - Silene conica
  - Silene conoidea
  - Silene corsica -  Silène de Corse
  - Silene dichotoma
  - Silene dioica - Silène dioïque ou « Compagnon rouge »
  - Silene furcata
  - Silene gallica
  - Silene glandulosa - Silène glanduleux
  - Silene italica -  Silène d'Italie
  - Silene linicola
  - Silene latifolia - Silène à feuilles larges ou « Compagnon blanc »
  - Silene nicaense - Silène de Nice
  - Silene noctiflora - Silène de nuit
  - Silene nutens
  - Silene otites
  - Silene pendula
  - Silene ruberrima
  - Silene rupestris Silène des rochers
  - Silene schafta
  - Silene tatarica
  - Silene uniflora
  - Silene velutina - Silène velouté
  - Silene viridiflora - Silène à fleurs vertes
  - Silene viscosa
  - Silene vulgaris -  Silène enflé
  - Silene wahlbergella

- Silybum - fam. Astéracées
  - Silybum marianum - Chardon-Marie

### Sim
- Simethis
  - Simethis planifolia -  Simethis à feuilles plates

### Sin
- Sinapis - fam. Brassicacées
  - Sinapis arvensis - Moutarde blanche
  - Sinapis juncea - voir Brassica juncea

- Sinningia
  - Sinningia speciosa - Gloxinia

### Sis
- Sisymbrium
  - Sisymbrium supinum - Braya chouchée

## Sk

### Ski
- Skimmia

## Sm

### Smi
- Smilax - fam. Smilacacées
  - Smilax anceps - Salsepareille
  - Smilax aspera -  Salsepareille d'Europe
    - Smilax aspera mauritanica -  Salsepareille de Mauritanie

  - Smilax herbacea -  Salsepareille herbacée
  - Smilax japonica -  Salsepareille du Japon
  - Smilax medica ou Smilax officinalis -  Salsepareille médicinale
  - Smilax pulverulenta -  Salsepareille pulvérulente
  - Smilax riedeliana - Salsepareille
  - Smilax rotondifolia -  Salsepareille à feuilles rondes

### Smy
- Smyrnium - fam. Apiacées
  - Smyrnium olusatrum - Maceron

## So

### Soe
- Soemmeringia

### Sol
- Solanum - fam. Solanacées
  - Solanum dulcamara - Douce-amère ou Morelle douce-amère
  - Solanum jasminoides - Morelle faux jasmin
  - Solanum melongena - Aubergine
  - Solanum nigrum - Morelle noire
  - Solanum pseudocapsicum - Pommier d'amour
  - Solanum tuberosum - Pomme de terre

- Soldanella - Primulacées
  - Soldanella alpina - Soldanelle des Alpes
  - Soldanella villosa -  Soldanelle velue

- Soleirolia
  - Soleirolia soleirolii - Helxine

- Solenostemon
  - Solenostemon scutellarioides - Coléus

- Solidago - fam. Composées (plante vivace)
  - Solidago calcicola
    - Solidago calcicola jasminoïdes

  - Solidago canadensis
  - Solidago flexicaulis
  - Solidago gigantea
  - Solidago graminea
  - Solidago hispida
  - Solidago ptarmicoides
  - Solidago shortii
  - Solidago uliginosa
  - Solidago virgaurea - Verge d'or

### Son
- Sonchus - fam. Composées
  - Sonchus asper -  Laiteron rude
  - Sonchus oleraceus -  Laiteron des maraîchers

### Sop
- Sophora
  - Sophora japonica

### Sor
- Sorbaria - fam. Rosacées
  - Sorbaria aitchisonii-  Sorbaria d'Aitchison
  - Sorbaria arborea
  - Sorbaria japonica -  Sorbaria du Japon
  - Sorbaria sorbifolia -  Sorbaria à feuilles de Sorbier

- Sorbus - fam. Rosacées
  - Sorbus americana -  Sorbier d'Amérique
  - Sorbus aria - Alisier blanc
  - Sorbus aucuparia - Sorbier des oiseleurs
  - Sorbus decora -  Sorbier décoratif
  - Sorbus domestica - Cormier
  - Scandosorbus intermedia (anciennement Sorbus intermedia) -  Sorbier intermédiaire
  - Sorbus torminalis - Sorbier torminal Alisier torminal

- Sorghastrum
- Sorghastrum nutans - Faux-Sorgho penché

## Sp

### Spa
- Sparganium - fam. Sparganiaceae
  - Sparganium androcladum
  - Sparganium angustifolium
  - Sparganium glomeratum

- Sparrmannia
  - Sparrmannia africana - Tilleul de chambre

- Spartina
  - Spartina alterniflora -  Spartine alterniflore
  - Spartina patens -  Spartine étalée
  - Spartina pectinata -  Spartine pectinée

- Spartium - fam. Fabaceae
  - Spartium junceum - Spartier à tiges de jonc ou Genêt d'Espagne

- Spathiphyllum - fam. Araceae
  - Spathiphyllum floribundum - Spathiphyllum floribundum
  - Spathiphyllum wallisii - Spathiphyllum

### Spe
- Spergua - fam. Caryophyllacées
  - Spergua arvensis -  Spergule des champs

- Spergularia
  - Spergularia canadensis

### Sph
- Sphagnum
  - Sphagnum pylaisii -  Sphaigne de Pylais

- Sphenopholis
  - Sphenopholis intermedia -  Sphénopholis intermédiaire
  - Sphenopholis obtusata -  Sphénopholis obtus

### Spi
- Spinacia - fam. Chénopodiacées
  - Spinacia oleracea - Épinard

- Spiraea - fam. Rosacées
  - Spiraea alba -  Spirée blanche
  - Spiraea arguta - Spirée
  - Spiraea bumalda - Spirée
  - Spiraea cantoniensis - Spirée
  - Spiraea cinerea - Spirée
  - Spiraea japonica -  Spirée du Japon
  - Spiraea latifolia -  Spirée à larges feuilles ou "Thé du Canada"
  - Spiraea nipponica -  Spirée nippone
  - Spiraea prunifolia - Spirée
  - Spiraea thunbergii -  Spirée de Thunberg
  - Spiraea tomentosa (Spirée tomenteuse ou "Thé du Canada")
  - Spiraea ulmaria -  Spirée ulmaire ou "Reine des prés"
  - Spiraea vanhouttei - Spirée de Van Houtte
  - Spiraea veitchii	-  Spirée de Veitchi

- Spiranthes - fam. Orchidacées
  - Spiranthes spiralis
  - Spiranthes aestivalis
  - Spiranthes lucida

### Spo
- Sporobolus
  - Sporobolus asper -  Sporobole rude
  - Sporobolus cryptandrus -  Sporobole à fleurs cachées
  - Sporobolus heterolepis -  Sporobole à glumes inégales
  - Sporobolus neglectus -  Sporobole négligé
  - Sporobolus uniflorus -  Sporobole uniflore
  - Sporobolus vaginiflorus -  Sporobole engainé

## St

### Sta
- Stachys - fam. Lamiacées
  - Stachys corsicus - Épiaire de Corse
  - Stachys lanata - Épiaire laineuse ou « Oreille d'Ours »
  - Stachys maritima - Épiaire maritime
  - Stachys officinalis - Épiaire officinale
  - Stachys sylvatica - Épiaire des bois ou Ortie puante
  - Stachys affinis - Crosne du Japon

- Staphylea
  - Staphylea pinnata

### Ste
- Stellaria - fam. Caryophyllacées
  - Stellaria borealis
  - Stellaria bungeana
  - Stellaria calycantha
  - Stellaria celiatisepala
  - Stellaria crassifolia
  - Stellaria crassipes
  - Stellaria fennica
  - Stellaria graminea
  - Stellaria hebecalix
  - Stellaria holostea - Stellaire holostée
  - Stellaria humifusa
  - Stellaria longifolia
  - Stellaria longipes
  - Stellaria media - Mouron des oiseaux
  - Stellaria neglecta
  - Stellaria nemorum
  - Stellaria pallida
  - Stellaria palustris
  - Stellaria uliginosa

- Stenactis speciosa voir à  Erigeron speciosus

- Stephanandra

- Stephanotis
  - Stephanotis floribunda - Jasmin de Madagascar

- Sterculia
  - Sterculia urens - Karaya

- Sternbergia
  - Sternbergia lutea - Vendangeuse

### Sti
- Stipa - fam. Poacées
  - Stipa parviflora - Stipa à petites fleurs
  - Stipa pennata - Stipe à feuilles pennées

### Str
- Strachys voir à Stachys

- Strelitzia

- Streptocarpus
  - Streptocarpus hybridus - Streptocarpus

- Stryphnodendron

### Stu
- Stuckenia
  - Stuckenia filiformis -  Stuckenia filiforme
    - Stuckenia filiformis alpineus -  Stuckenia filiforme alpin
    - Stuckenia filiformis occidentalis -  Stuckenia filiforme occidental

  - Stuckenia pectinata -  Stuckenia pectiné
  - Stuckenia vaginata -  Stuckenia vaginé

### Sty
- Stylosanthes

- Styrax

## Sw

### Swa
- Swartzia

### Swe
- Sweetia

## Sy

### Syn
- Syngonium
  - Syngonium podophyllum - Syngonium

### Syr
- Syringa - fam. Oleaceae
  - Syringa afghanica
  - Syringa japonica -  Lilas du Japon
  - Syringa josikaea
  - Syringa pubescens
    - Syringa pubescens subsp. microphylla - Lilas à petites feuilles

  - Syringa prestonia
  - Syringa reflexa
  - Syringa velutina
  - Syringa vulgaris -  Lilas commun

Voir aussi Plantes par nom scientifique.